# Antonín Birkhardt
Antonín Birkhardt, též Anton Birckhardt nebo Birckhart (1677, Augsburg – 20. ledna 1748, Praha) byl vůdčí pražský mědirytec a tiskař doby baroka.

## Život

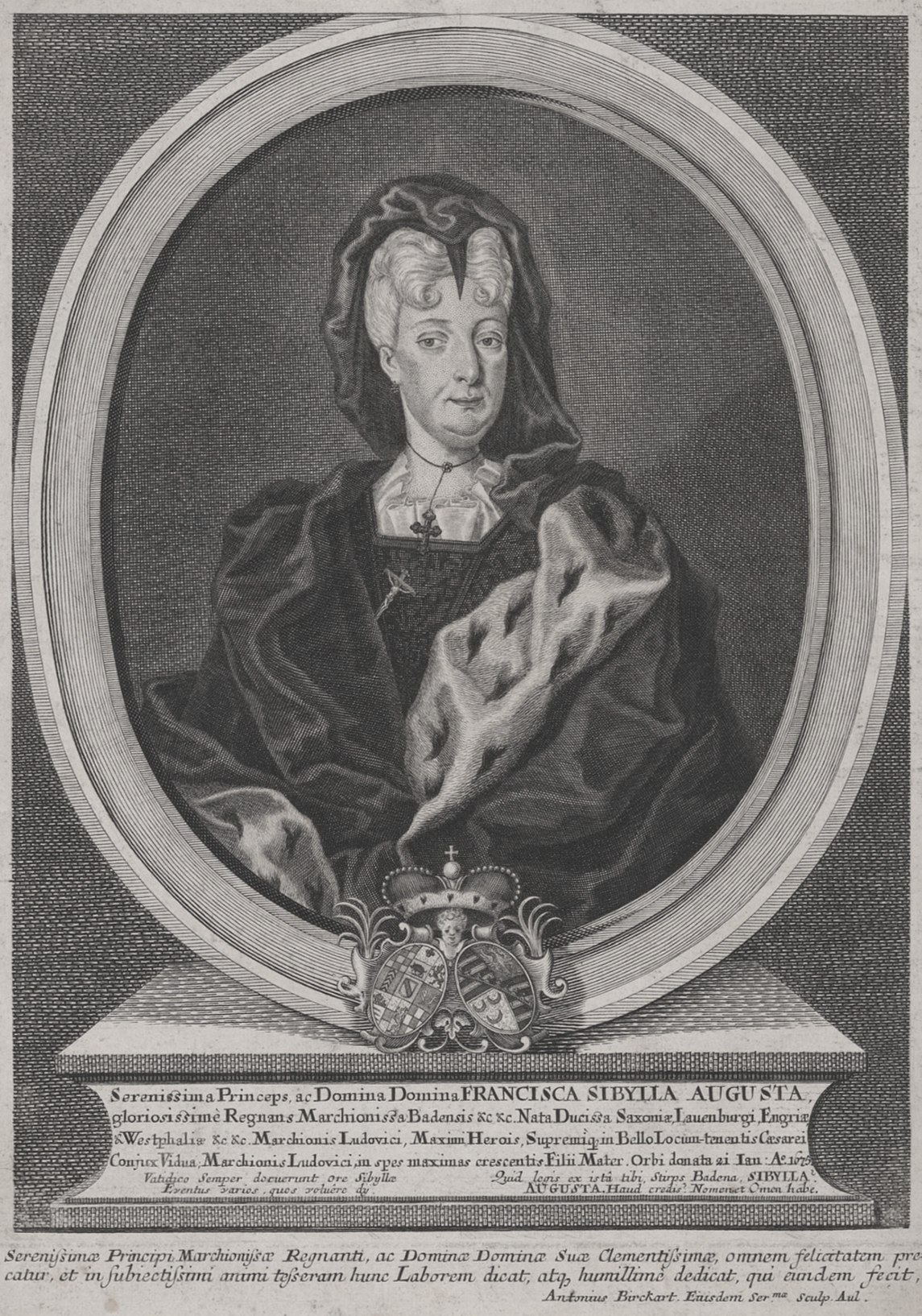
Františka Sibyla Augusta, vévodkyně sasko-lauenburská

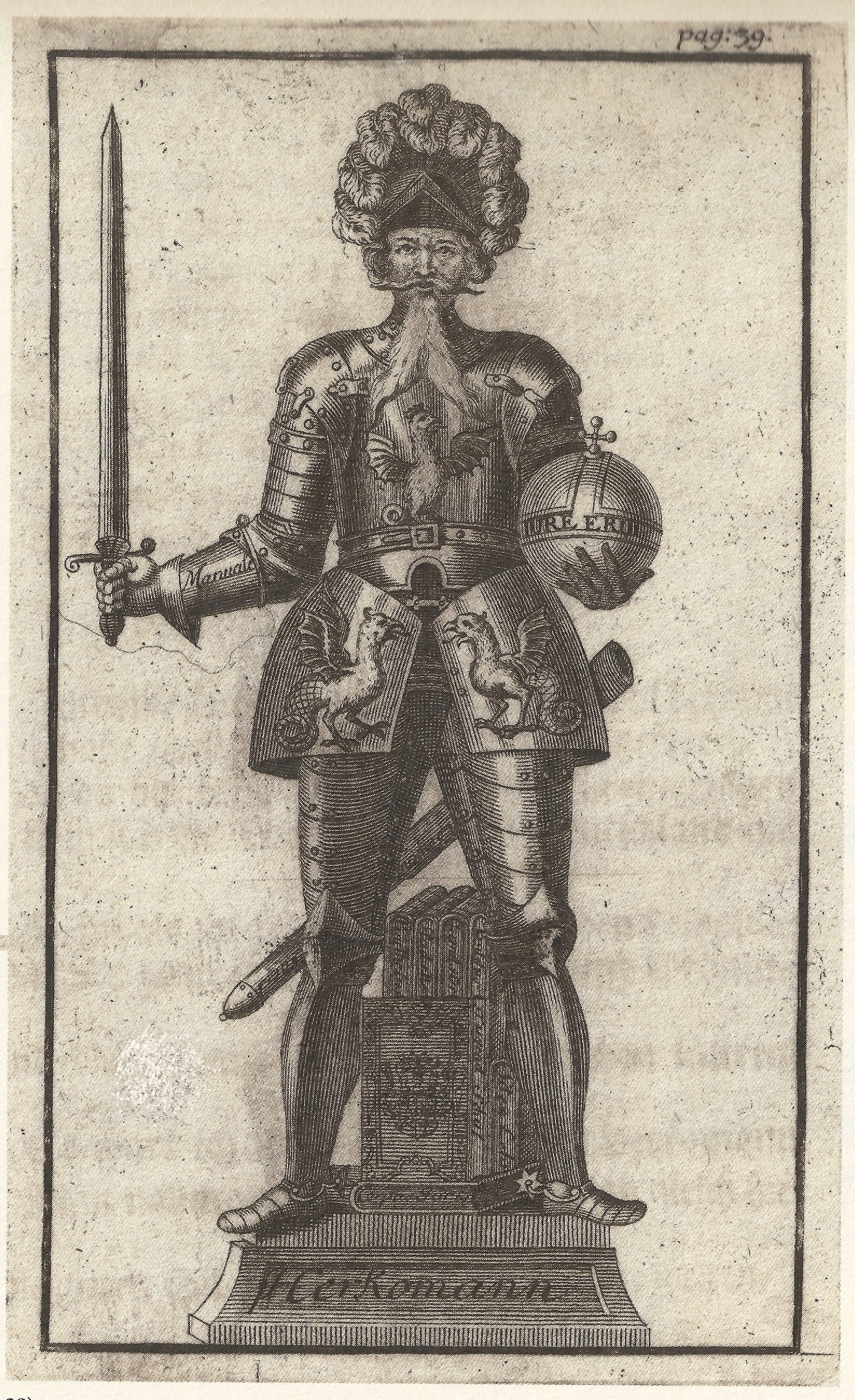
Herkommann hraběte Františka Antonína Šporka

Narodil se v bavorském Augsburgu, kde se vyučil grafickým technikám v dílně Karla Gustava von Amlinga. Roku 1704 cestoval do Říma, kde pobyl šest let. Poté dále cestoval přes Benátky do Francie a Anglie, odkud se přes Nizozemsko vrátil zpět do vlasti.
Roku 1712 se v Praze oženil. V roce 1720 byl jmenován dvorním mědirytcem bádenské markraběnky Františky Sibyly. Krátce působil také v Mnichově a kolem roku 1730 ve Vídni. Téhož roku se natrvalo přestěhoval do Prahy, kde pracoval a tvořil po zbytek svého života. Svou rozsáhlou prací si vydobyl vynikající renomé.
V Praze vedl rozsáhlou tiskařskou dílnu (oficínu), která od 20. do 40. let 18. století ovládala zdejší trh s grafikou. Především se v ní do mědirytin nebo leptů převáděly obrazy Petra Brandla, V. V. Reinera, Jana Hiebela, Kristiána Luny, Václava Jindřicha Noseckého, J. V. Spitzera, J. J. Dietzlera či italského malíře a scénografa Giuseppe Galli-Bibieny. V jeho dílně se vyučil syn Karel Birkhardt (Carlomanus Birckhardt, žil 1710–1749), který vstoupil do řádu benediktinů a jako podjáhen působil v Břevnovském klášteře, a ryl mariánskou devoční grafiku.

## Dílo
Podle soupisu B. J. Dlabače vytvořil 242 grafických listů. Jan Royt však odhaduje skutečný počet jeho rytin na mnohem vyšší. Ryl především knižní grafiku. Tematicky se jeho listy řadí do těchto skupin:

### Portréty
- 55 rytin českých králů, knížat a rakouských císařů (1735), od praotce Čecha po císaře Karla VI., ilustrace knihy Historia De ducibus ac regibus Bohemiae, autor Bohuslav Balbín, Karlo-Ferdinandova Univerzita, tisk Jan Norbert Fitzky Praha 1735
- 46 dvojic podobizen římských císařů, do knihy jezuity Timothea Rajského z Dubnice
- portréty českých šlechticů, například Jan Kryštof Bořek, Jan František Löw z Erlsfeldu, Leopold Šlik z Holíče a Pasounu (oválná podobozna nesená vojákem, podle obrazu Petra Brandla), František Antonín Špork (dvakrát, podle předloh Jana Hiebla: 1713 a 1715), Jan Rudolf Olbram Brandlínský ze Štěkře (podle obrazu Petra Brandla), římský oratorián Caesar Baronius (podle obrazu Jana Hiebla), pražský arcibiskup František Ferdinand Khünburg, Jan Josef z Vrtby, Julius František Sasko-Lauenburský a jeho dcera Františka Sibyla Augusta Sasko-Lauenburská,
- portréty církevních představitelů, kardinál Fabrizio Spada, kardinál Petr Ottoboni (podle Francesca Trevisaniho), Leopold, kanovník řádu augustiniánů v Augsburgu.[4]
- portréty českých umělců, např. Ferdinand Maxmilián Brokoff,

### Náboženské náměty
- Ježíšovo mládí
- Ježíšovo srdce, Mariino srdce
- 14dílný životopisný cyklus Jana Nepomuckého, (1729), ke kanonizaci; ilustrace v knize, podle předloh J. F. Vodňanského,
- Cyklus tří dekorací ke kanonizaci Jana Nepomuckého na katedrále sv. Víta
- Světci řádu cisterciáků, podle Jakuba Pinka
- Moravští patroni, podle Václava Jindřicha Noseckého
- Ctihodná Marie Elekta, pražská karmelitánka
- Milostné obrazy a sochy světců, některé s tištěnými modlitbami

### Veduty
- Ilustrace knihy Magnoalda Ziegelbauera (1740)
  - Břevnovský klášter, podle Jana Josefa Dietzlera, (1740)
  - Broumovský klášter, podle J. J. Dietzlera, (1740)
  - Klášter benediktinů Wahlstatt - Lehnické Pole, podle J.J. Dietzlera (1740)
  - Mariánská statue v Kladně, podle J.J. Dietzlera
- Císařské divadelní scény, podle Giuseppa Galli da Bibbiena (1723-1730)
- „Die Marienkirche auf dem weissen Berge unweit Prag;“

### Technické a vědecké ilustrace
- Cyklus Textilní manufaktura Valdštejnů v Horním Litvínově (1725), předlohy nakreslil Jan Josef Dietzler; 22 listů: plán města a výrobní objekty, zaměstnanci, postupy, také kostel
- Portrét autora na frontispicu: Jan František Löw z Erlsfeldu: Appendix ad universam medicinam practicam seu Tractatus medico-juridicus theologico-moralis . Karlo-Ferdinandova univerzita u Sv. Klimenta : Praha 1724[5]
- „Die Belagerung von Prag“
- Portrét Andrey Pozzy na frontispicu jeho knihy:Perspectiva pictorum et architectorum Andrae Puttei è Societate Jesu, Pars prima et secunda. Obiit Viennae Austriae Anno 1709. Pragae [1748?]
- Bohuslav Balbín, Historia De ducibus ac regibus Bohemiae, Praha 1735 (viz portréty)

## Sbírky
Birkhardtovy rytiny jsou zastoupeny ve sbírkách Národní galerie v Praze, Národního muzea, Regionálního muzea v Teplicích, Moravské galerie v Brně a v knihovnách.